# 600867 Kinghu
600867 Kinghu este o planetă minoră (asteroid) din centura de asteroizi. A fost descoperită pe 21 iulie 2007 la Lulin Observatory⁠(d) de . 
Obiectul prezintă o orbită caracterizată de o semiaxă mare de 2,8472781315472 UAi, o excentricitate de 0,25228847671456, o înclinație de 8,8311470609086 ° în raport cu ecliptica.